# Региональные выборы в Эмилии-Романье (1990)
Региональные выборы  состоялись в Эмилии-Романье 6 и 7 мая 1990 года. Выборы с отрывом выиграла Итальянская коммунистическая партия, правительство было сформировано коалицией левых и левоцентристов под руководством лидера регионального отделения Итальянской социалистической партии Энрико Боселли.

## Результаты выборов
|                                                                     |                                                     |           |       |       |
| Партия                                                              | Партия                                              | Голоса    | %     | Места |
|                                                                     | Итальянская коммунистическая партия                 | 1 231 631 | 42,06 | 23    |
|                                                                     | Христианско-демократическая партия                  | 683 979   | 23,36 | 13    |
|                                                                     | Итальянская социалистическая партия                 | 362 319   | 12,37 | 6     |
|                                                                     | Итальянская республиканская партия                  | 140 044   | 4,78  | 2     |
|                                                                     | Зеленый список                                      | 97 676    | 3,34  | 1     |
|                                                                     | Итальянское социальное движение                     | 88 718    | 3,03  | 1     |
|                                                                     | Лига Севера в Эмилии-Романье                        | 85 379    | 2,92  | 1     |
|                                                                     | Итальянская демократическая социалистическая партия | 55 244    | 1,89  | 1     |
|                                                                     | Радужные зеленые                                    | 46 770    | 1,60  | 1     |
|                                                                     | Итальянская либеральная партия                      | 42 916    | 1,47  | 1     |
|                                                                     | Антипрогибиционисты против наркотиков               | 30 365    | 1,04  | -     |
|                                                                     | Пролетарская демократия                             | 24 146    | 0,82  | -     |
|                                                                     | Охота, рыбалка, окружающая среда                    | 20 540    | 0,70  | -     |
|                                                                     | Партия пенсионеров                                  | 12 764    | 0,44  | -     |
|                                                                     | Экологический список                                | 5 705     | 0,19  | -     |
| Всего                                                               | Всего                                               | 2 928 296 | 100   | 50    |
| Источник: Ministero degli Interni, Archivio Storico delle Elezioni. |                                                     |           |       |       |

## После выборов
Соглашение, заключенное Итальянской социалистической партией и Итальянской коммунистической партией, позволило лидеру регионального отделения ИСП Энрико Боселли сформировать правительство, в которое впервые вошли представители других левых и левоцентристских сил — Итальянской демократической социалистической партии и Итальянской республиканской партии.
В 1994 года Боселли, избранного в Парламент Италии, сменил на посту президента региона Пьер Луиджи Берсани от преемников коммунистов — Демократической партии левых сил.